# Sant Antoni (Altafulla)
Sant Antoni és una muntanya de 91 metres que es troba al municipi d'Altafulla, a la comarca catalana del Tarragonès.
Al cim podem trobar-hi un vèrtex geodèsic (referència 270137001).